# Brano Likić
Brano Likić (* 23. Januar 1954 in Sarajevo) ist ein Komponist, Produzent und Performer aus Bosnien und Herzegowina.
Er gründete die Gruppe Oni und Formula 4 (gemeinsam mit Ljubisa Raćić) und seine eigene Gruppe Rezonansa.
Das von Brano Likić betriebene Studio BLAP war verantwortlich für die meisten Popmusik-Songs, die in Sarajevo in den 1980er und 1990er Jahren produziert wurden.